# 石邃
石 邃（せき すい、? - 337年）は、後趙の大趙天王石虎の最初の天王太子。字は大淵。幼名は阿鉄。母は最初の天王后鄭桜桃。

## 生涯
石虎の長男として生まれた。幼い頃より雄々しく聡明であり、成長すると勇猛となったので、石虎より寵愛を受けた。
石勒の時代、左衛将軍に任じられた。
328年11月、石勒が自ら4万の兵を率いて洛陽にいる前趙皇帝の劉曜討伐の兵を挙げると、石邃は都督中軍事に任じられ、これに従軍した。この後、征東将軍にも任じられている。
12月、後趙軍が勝利して劉曜を捕らえると、石邃は将兵を率いて劉曜護送の任に当たった。劉曜の傷は激しかったので、金瘡医の李永を劉曜と共に馬輿へ乗せ、治療をさせながら襄国へ送還した。
330年2月、石勒が趙天王を称すと、石邃は冀州刺史・散騎常侍・武衛将軍に任じられ、斉王に封じられた。
石虎は自らの勲功を当代随一と自認していたので、石勒が即位した後は必ずや大単于を任せられるだろうと常々語っていた。だが、大単于を授けられたのは石勒の子である石弘であったので、石虎はこれを深く怨み、息子の石邃に対して「主上（石勒）が襄国を都として以来、大趙の業を成したのはこの我ではないか。大単于の望は真に我に在るべきであるのに、青二才の婢児（下女の子供）に授けられてしまった。主上が崩御した暁には、石勒の一族は生かしておくには及ばぬ」と打ち明けたという。
7月、石勒が崩御すると、石邃は父の石虎がすぐさま石弘の身柄を抑えたのと共に、宿衛に侵入して文武百官をその支配下に置いた。これにより石虎は完全に朝権を掌握した。8月、石虎が丞相・大単于に任じられ、魏王に封じられると、石邃は魏太子に立てられ、使持節・侍中・大都督・中外諸軍事・大将軍・録尚書事に任じられた。10月、関中を統治する石生、洛陽を統治する石朗が石虎に反旗を翻すと、石邃は父石虎の遠征中の襄国の留守を任せられた。335年1月からは石虎の命により、尚書の奏事を裁決するようになった。337年1月、石虎が大趙天王を自称すると、石邃は天王太子に立てられた。
石邃は百官を統率する立場になって以降、酒色に溺れて驕りたかぶるようになり、人の道に背く行為を行うようになった。いつも狩りや遊びに興じ、鼓楽が鳴り響くと宮殿に帰った。ある夜に宮臣の家に侵入すると、その妻妾と淫らな行為に及んだ事もあった。また、着飾った美しい宮人がいれば、その首を斬り落として血を洗い落とし、盤の上に載せては賓客と共にこれを鑑賞した。さらに、諸々の比丘尼で容貌が美しい者がいれば、強姦した後に殺害し、牛羊の肉と共に煮込んでこれを食したという。 また河間公石宣・楽安公石韜（石邃の異母弟）は共に石虎から寵愛されていたが、石邃はこれに嫉妬して仇敵のように恨んでいたという。
やがて石虎もまた酒や女に荒耽するようになり、感情の抑制が効かなくなっていた。石邃は尚書の事案を採決していた時、事あるごとに石虎に相談していたが、石虎はこれを患って「このような小事、報告するには足りぬ！」と怒った。またある時、石邃が相談しなかった事に不満を抱いて「どうして何も報告しなかった！」と怒った。こうした事が何度も続き、耐えかねた石邃は私的な場で側近の無窮・長生や中庶子李顔らに対し「官家（天子）にはもはや従えぬ。我は冒頓（冒頓単于は自らの父を殺害して位を簒奪した）の事を行おうと考えているが、卿らは我に従うかね」と問うと、李顔らは伏して向かい合う事が出来なかった。
7月、石邃は病と称して政務を執らなくなり、密かに文武の宮臣500騎余りを率いて李顔の別宅において飲み交わした。その席で石邃は李顔へ「我は冀州へ赴いて河間公（石宣）を殺す。従わない者があれば斬る！」と言い放ち、別宅を出た。だが、数里も進むと、騎兵はみな逃散してしまった。李顔は叩頭して固く諫め、石邃もまた昏酔してしまったので、結局家へ帰った。母の鄭桜桃はこの一件を知ると、石邃を諭そうとして宦官を派遣したが、石邃は怒ってその宦官を殺した。
かつて、仏図澄は石虎へ「陛下は幾度も東宮へ赴かれるべきではありません」と語った事があった。石虎は石邃が病に罹ったと聞いて見舞いに行こうと思ったが、石邃の悪評は石虎の耳にも届いていたので、仏図澄の発言を思い出して行くのを中止した。その後、石虎は目を剥いて大言で「我は天下の主となった。それなのに、父子で互いに信じあえぬとは！」と叫び、信任している女尚書へ石邃の動向を窺わせた。石邃は依然として同じこと（石虎殺害かまたは石宣殺害）を叫び、剣を引き抜いてこれを斬りつけた。石虎は怒り、側近の李顔ら30人余りを捕らえると、彼らへ詰問した。すると李顔はそれまでの経緯を具に語ったので、石虎は李顔ら30人余りを誅殺すると、石邃を東宮に幽閉した。
しばらくすると石邃は赦免され、太武東堂において引見した。だが、石邃は一切謝罪せずにすぐに退出してしまった。石虎は使者を派遣して「太子が中宮において朝に応じたのだぞ、どうして邃（石邃）は去ってよいだろうか！」と告げさせたが、石邃は振り返らずに出て行った。石虎は激怒し、石邃を廃して庶人に落とした。その夜、石邃は殺害され、妃の張氏や男女26人もまた誅殺され、同一の棺に入れて埋められた。連座により誅殺された宮臣・支党は200人余りに上り、鄭桜桃は東海太妃に落とされた。代わって石宣が天王太子に立てられた。

## 仏図澄との逸話
- 石邃には子が1人おり、襄国にいた。ある時、仏図澄は石邃へ「小阿（赤子）はやがて病を得るでしょう。これを迎えるべきです」と告げた。石邃が急ぎ向かった所、子は果たして病に罹っていた。太医の殷騰や外国の道士は直す事が出来る言ったが、仏図澄は弟子の法牙へ「聖人が遣わされなければこの病を癒すことは出来ぬ。ましてやあのような輩ではいうまでもない」と語った。3日後にその子は亡くなったが、これにより石邃は仏図澄を次第に信奉するようになった。

- 石邃は帝位簒奪を図った時、内豎へ向かって「和尚（仏図澄）の神通は広大である。もし発すれば我が謀は敗れるであろう。明日やって来たならばまずこれを除かん」と言った。その夜、仏図澄は石虎に入覲しようとしたが、弟子の僧慧へ「昨夜、天神が我を呼んで『もし明日出入りするならば、人を追い越してはならぬ』と告げた。もし我が人を追い越そうとすれば、汝は我を止めるように」と語った。だが、仏図澄が入るには、必ず石邃を過ぎる必要があった。石邃は仏図澄が到来したと知ると、長らく様子を窺った。仏図澄がまさに南台に昇ろうとすると、僧慧は衣を引っ張ってこれを止めた。仏図澄は「事を止める事は出来ぬ」と言って入ったが、席がまだ定まらぬうちに立ち去ろうとした。石邃は難くこれを留めたが従わなかった。その為、遂にその謀は失敗に終わった。

- 石邃が誅殺される前、仏図澄は嘆息して「太子が乱を作り、その形は将に成らんとしている。言わんと欲すれば言い難く、忍ばんと欲すれば忍び難いものだ」と語り、機会を見つけて落ち着いた態度で石虎を戒めた。だが、石虎はこれを理解できなかった。幾ばくもなくして石邃の一件が起こると、ようやくその意味を理解したという。

## 参考資料
- 『晋書』石虎載記
- 『十六国春秋』
- 『資治通鑑』